# Oxypoda brevicornis
Oxypoda (Podoxya) brevicornis – gatunek chrząszcza z rodziny kusakowatych i podrodziny Aleocharinae.

## Taksonomia
Gatunek ten opisany został w 1832 roku przez Jamesa Francisa Stephensa. W 2006 Marc Tronquet zsynonimizował z nim opisany w 1810 roku przez Leonarda Gyllenhaala gatunek Oxypoda umbrata.

## Opis
Kusak o ciele długości od 2,5 do 3,2 mm, ubarwiony brunatnie z przedpleczem, pokrywami i tylnymi krawędziami tergitów odwłoka jaśnobrązowymi, a nasadami czułków i zwykle też odnóżami brązowożółtymi. Czułki masywne o przedostatnim członie połowę szerszym niż długim. Oczy tak długie jak skronie. Największa szerokość głowy tuż za oczami, gdzie jest ona nieco większa od szerokości tylnej krawędzi oka. Przedplecze i pokrywy bardzo drobno i gęsto punktowane. Przedplecze o ⅓ szersze od pokryw, bądź jeszcze bardziej poprzeczne. Pokrywy długości przedplecza lub dłuższe. Spód ciała nadzwyczaj delikatnie i gęsto punktowany.

## Występowanie
Zasiedla niziny i niższe położenia górskie. Spotykany cały rok, szczególnie wiosną i jesienią. Występuje na polach, łąkach, bagnach, torfowiskach i w lasach. Bytuje pod rozkładającą się materią organiczną typu nawóz, kompost, opadłe listowie, gnijące grzyby, a na wybrzeżu morskim pod morszczynami.
Chrząszcz palearktyczny. Występuje w całej Europie, przy czym mniej liczny ku południu i północy. W Finlandii i Polsce na terenie całego kraju. Podawany m.in. z Anglii, Szetlandów, Estonii, Austrii, Włoch tureckich prowincji Stambuł, Amasya, Synopa i Artvin, irańskich ostanów Mazandaran, północnego Teheranu i Golestanu.